# Panisopelma pantherinum
Panisopelma pantherinum är en insektsart som beskrevs av Burckhardt 1987. Panisopelma pantherinum ingår i släktet Panisopelma och familjen rundbladloppor.
Artens utbredningsområde är Bolivia. Inga underarter finns listade i Catalogue of Life.